# Зеебах (Тюрингия)
Зеебах (нем. Seebach) — община в Германии, в земле Тюрингия.
Входит в состав района Вартбург. Население составляет 2215 человек (на 31 декабря 2010 года). Занимает площадь 3,62 км².